# Щоденник Санти
Щоденник Санти — новорічне, українське, короткометражне кіно.

## Передмова
Сучасний Санта роз'їжджає на своїх сучасних санях-позашляховику. По дорозі, він зустрічає людей і виконує їх бажання.

## Сюжет
Санта на позашляховику BMW X5 їде по зимовому лісу. Раптом, на своєму шляху він зустрічає хлопчика. Санта зупиняється і питає хлопчика, як він тут опинився. Але хлопчик відповідає, що він сюди просто прийшов і що його треба відвезти подалі звідси. Санта погоджується підвезти його, і по дорозі питає його, чому він такий обурений. Хлопчик відповідає, що він обурений на батьків, які не хочуть дарувати йому Михасика (іграшкового ведмедика) і примушують ходити до школи. Але Санта відповідає, що батьки його дуже люблять і до школи треба ходити, бо так придумало суспільство, Санта дарує хлопчику маленьку подарункову коробку, і каже йому, щоб він відкрив її тільки тоді, коли йому виповниться вісімнадцять років, інакше, все перетвориться на пісок і відвозить його додому. Санта продовжує свою подорож, зустрічаючи на дорозі жінку. Він запитує в неї, чому вона така сумна, на що вона відповідає, що хоче собі справжнього чоловіка, та родину, щоб чоловік заробляв гроші, а вона йому народила дитину. Вона мріє про доньку, яка буде займатись танцями. Санта і їй дарує подарункову коробочку, за умовою, що вона відкриє її тільки тоді, коли його машина зникне з горизонту і висаджує її. Дивлячись, як машина Санти їде, вона повертається назад, і не встигаючи відкрити коробку, опиняється у місті і випадково зіштовхується з чоловіком, який запрошує її в кафе. Глядачу знову показують подорож Санти через зимовий ліс. Санта зустрічає молодого чоловіка по дорозі. Як і попередніх пасажирів, Санта запрошує його до своєї машини. Чоловік розповідає Санті, що він економіст і його робота дуже нудна. Він мріє грати на гітарі. Санта дарує йому подарункову коробку, яку він має відкрити тільки тоді, коли його машина зникне за поворотом, і висаджує його. Коли він відкриває коробку, то знаходить там сертифікат на знижку 99 % на гітару. Санта продовжує свою подорож, і зустрічає жінку по дорозі. Вона заходить до нього в машину, і підставляє до нього пістолет, вимагаючи, щоб він привіз її до лікарні. По дорозі, вона розповідає, що хоче стати нормальною людиною, в неї розпочались проблеми, коли вона була ще маленька. Санта бачить, що вона поранена. Санта підвозить її до лікарні, де вона зустрічає чоловіка, а її рана дивом заживає. Під кінець фільму показують людей, бажання яких Санта виконав: молодий чоловік купив собі гітару, а жінка сидить з чоловіком в кафе. З того часу минуло багато років. Хлопчику вже виповнилось вісімнадцять років, і він піднімається нагору свого будинку, щоб відкрити коробку. Коли він її відкриває, то виявляється, що там лежить його минула мрія — Михасик.

## В ролях
- Дмитро Розенфельд — Санта
- Дмитро Величко — Чоловік з гітарою
- Іван Матяш — Хлопчик
- Оксана Коляденко — Жінка, яка мріє про чоловіка
- Ангеліна Бельковська — Жінка з пістолетом

## Цікаві факти
- У жодного з героїв фільму немає імен.